# Вазон

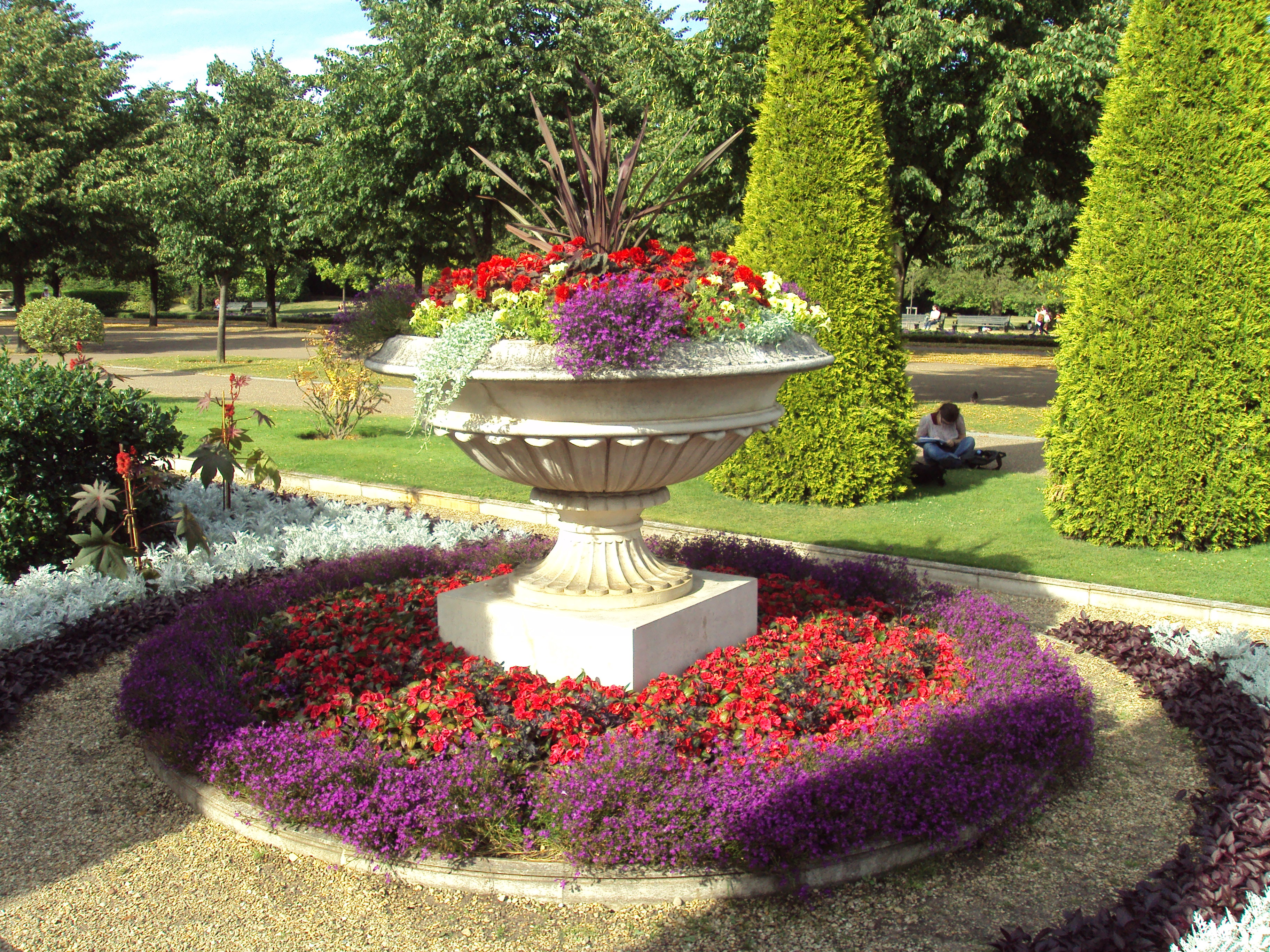
Вазон у Ріджентс-парку в Лондоні

Вазо́н (фр. vason через рос. вазон або пол. wazon), діал. тежик — тип малої архітектурної форми, декоративна ваза, встановлена на відкритому повітрі. Виробляють її з каменю, металу, бетону, гіпсу, зазвичай не має утилітарного призначення, але може слугувати клумбою.
Вазони широко використовували в архітектурі XVIII—XIX ст. для декорування парків, громадських будов і багатих будинків. У СРСР архітектурне використання вазонів пов'язане передусім зі «Сталінським ампіром». Оздоблювати ними могли балюстради балконів, відкритих терас і дахів, фонтани, парадні ворота. Вазони також можуть встановлювати й окремо — як композиційний центр клумби.